# Lyman Lake
Der Lyman Lake ist ein See im Osten des US-Bundesstaates Arizona im Apache County. Er liegt im 4 km² großen Lyman Lake State Park. Der See hat eine Fläche von 5,7 km² und liegt in einer Höhe von 1828 m ü. NN. Er entstand 1915 durch den Aufstau des Little Colorado River. Der Lyman Lake wird vom Mount Baldy und vom Mount Escudilla, dem zweit- bzw. dritthöchsten Berg Arizonas umgeben. Wegen seiner Größe gibt es keine Beschränkungen, was die zulässige Bootsgröße angeht. Das Westufer ist Anglern vorbehalten, die hier unter anderem Zander, Welse und Barsche fangen können. Daneben gibt es Gelegenheiten zum Schwimmen und Wasserski-Fahren, außerdem existieren um den See zahlreiche Wanderwege.

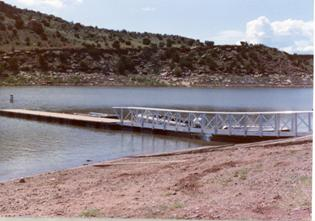
Bootssteg am Lyman Lake